# Кэхилл, Мартин
Мартин Кэхилл (по прозвищу Генерал; 23 мая 1949 года — 18 августа 1994) — ирландский преступник из Дублина.

## Биография
Родился на Гренвилл-стрит в Дублине, второй из двенадцати выживших детей в семье. Его мать звали Агнес Шихан. Отец, Патрик Кэхилл, работал смотрителем маяка, страдал алкоголизмом. Ещё учась в школе, Мартин и его старший брат Джон начали воровать еду.
В 1960 году семья переехала в Крумлин. Мартина определили в католическую школу на той же улице, где он жил.
В 15 лет он попытался вступить в королевский флот, но его не взяли.
В 16 лет был признан виновным в двух кражах. За это был помещен в исправительную «индустриальную школу»-интернат в ведении Миссионеров-аббатов пресвятой и непорочной Девы Марии в Дэнгане (графство Оффали). После освобождения женился на Фрэнсис Лоулесс, девушке из района Ратмайнс, куда переехала его семья.
Вместе с братьями он совершил нескольких квартирных краж в богатых кварталах поблизости. Ограбил хранилище конфискованного огнестрельного оружия в комиссариате полиции. Братья Кэхилл занялись вооружённым разбоем. К началу 1970-х они грабили инкассаторов, объединившись с бандой Дунна в Крумлине.
В 1978 городские власти Дублина решили снести многоквартирные дома, в одном из которых жила его семья. В это время Кэхилл отбывал четыре года лишения свободы с отсрочкой исполнения приговора. Он начал судебные разбирательства против этого решения властей. После того как дома были снесены, он продолжал жить в палатке на том же месте, пока наконец мэр Дублина Бен Бриско не нанёс визит к нему в палатку и не уговорил его переехать в новый дом в более престижном районе Ратмайнс.
В мае 1982 банда Кэхилла взорвала бомбу под автомобилем начальника отдела судебной криминалистики доктора Джеймса О’Донована, покалечив его. 
В феврале 1988 года в программе Today Tonight было заявлено, что Кэхилл стоит за этим взрывом, а также за грабежами музея и ювелирного завода О’Коннорс. Полицией была создана специальная группа наблюдения под кодовым названием «Отряд Танго». Целью группы был постоянный мониторинг деятельности членов банды Кэхилла. Наблюдательный пункт был в соседнем доме.
В 1983 Кэхилл и его банда ограбили ювелирный завод О’Коннор в районе Гарольд-Кросс, украв золота и брильянтов на общую сумму 2 млн ирландских фунтов (€2,55 млн). Ювелирный завод впоследствии вынужден был закрыться, ликвидировав более ста рабочих мест.
В 1984 году Кэхилл купил своей семье дом на Купер-Даунс (Cowper Downs) в южной части Дублина, в престижном районе Ратмайнс, заплатив £80 000 наличными (несмотря на то, что не имел официальных доходов с тех пор, как он оставил свою первую и единственную работу в 1969 году).
В 1986 году Кэхилл принял участие в краже картин из Рассборо-хауса (1986). Также занимался вымогательством в ресторанах и у продавцов хот-догов в дублинском районе ночных клубов.
После ареста двух членов банды Кэхилла при попытке ограбления банда нанесла ответный удар, в ночь на 26 февраля 1988 года проткнув шины у 197-ми автомобилей (из них 90 принадлежали соседям Кэхилла по району Купер-Даунс). Вернувшись домой, Кэхилл обнаружил свой собственный Мерседес-Бенц разбитым.
В начале 1993 года Джон Трейнор предоставил Кэхиллу информацию о работе главного офиса Национального ирландского Банка и его филиала на Колледж-грин в Дублине. Трейнор рассказал, что банк регулярно держит более чем €10 млн наличными в здании. Они спланировали похитить генерального директора Джима Лейси, его жену и четверых детей, отвезти их в изолированной тайник, где они будет содержаться с членом другой банды Джо-Джо Каваном, чтобы заставить Лейси отдать всё хранящееся в банке. План провалился, и банда была арестована.
18 августа 1994 года члены банды были освобождены под залог.

## Убийство
Кэхилл поехал в местный видеопрокат, чтобы вернуть фильм Бронкская повесть. Доехав до перекрёстка Оксфорд-Роуд и Чарльстон-Роуд, он был несколько раз ранен в лицо и верхнюю часть туловища и скончался почти мгновенно. Стрелок, вооружённый револьвером .357 Магнум, вскочил на мотоцикл и скрылся с места происшествия.
Через несколько часов ответственность за убийство взяла на себя ИРА. Организация сделала заявление, что подозревала Кэхилла в помощи Ольстерским добровольческим силам (UVF), которые предприняли попытку теракта в баре на юге Дублина, где 21 мая 1994 года собирали средства для Шинн Фейн. Террористы UVF были остановлены швейцаром Мартином Догерти. В ходе борьбы Догерти был застрелен. Позже ИРА утверждала, что Кэхилл был вовлечен в продажу ворованных картин. UVF, возглавляемая Билли Райтом, затем перепродавала картины, а деньги использовала для покупки оружия в Южной Африке. Эти деяния якобы предопределили конец Кэхилла, он был поставлен на первую позицию «хит-листа» ИРА. Позже ИРА заявила, что помощь Кэхилла про-британским эскадронам смерти заставила нас действовать.
Другая теория всплыла после публикации Полом Уильямсом книги Генерал. Согласно его теории, двое подчиненных Кэхилла — Джон Гиллиган и Джон Трейнор — наладили схему незаконного оборота наркотиков, после чего Кэхилл потребовал долю в доходах. В полиции считают, что Трейнор и Гиллиган обратились в ИРА и возложили на Кэхилла импорт героина, воспользовавшись тем, что ИРА пытались предотвратить продажу героина в Дублине. Это, вместе с прошлыми делами Кэхилла с Ольстерскими лоялистами, дало ИРА основания для убийства. Дополнительным стимулом было предоставленное Гиллиганом значительное вознаграждение за убийство Кэхилла.
В своих мемуарах Фрэнсис Кэхилл утверждает, что Мартин Кэхилл, её отец, избегал торговли наркотиками.
После Римско-католической заупокойной мессы Мартин Кэхилл был похоронен на кладбище Маунт-Джером. В 2001 году его надгробие было разрушено и разбито на две части.

## Конфискация имущества
После убийства журналистки Вероники Герин в 1996 году был наложен арест на имущество осуждённых за преступления, не имевших очевидных источников дохода. Конфискация была направлена против крупных торговцев наркотиками, но открывала подход к конфискации имущества всех осужденных преступников. Кэхилл отрицал, что он был замешан в торговле наркотиками, однако его брат Питер был осуждён за поставки героина в 1980-х годах.
На 1 мая 2005 года, согласно договоренности с его вдовой Фрэнсис, дом на Купер-Даунс был изъят и продан.

## В популярной культуре
В 1998 году Джон Бурман снял биографический фильм под названием «Генерал» с Бренданом Глисоном в роли Кэхилла. Фильм получил приз за режиссуру на Каннском кинофестивале.
Фильм был основан на книге ирландского криминального журналиста Пол Уильямса, который также является редактором ирландского таблоида «News of the World».
Дом Бурмана был ограблен Кэхиллом, он украл у него золотой диск, который Бурман получил за музыку к фильму «Избавление». Этот инцидент упоминается в фильме
В фильме «Охота на Веронику» говорится, что Джон Гиллиган заказал убийство Кэхилла. По фильму Гиллиган и Трейнор не являются подчиненными Кэхилла, Гиллиган появляется в качестве конкурента Кэхилла и босса мафии.
Фильм «Обыкновенный преступник» также вдохновлён историей Кэхилла.
В 2004 году по книге, написанной Мэтью Хартом, был выпущен альбом «Ирландская игра: правдивая история преступления и искусства», на котором запечатлена история ограбления Рассборо-Хауса в 1986 году с участием Кэхилла.